# 仁礼頼景
仁礼 頼景（にれ よりかげ（天正8年（1580年） - 正保3年1月13日（1646年2月28日））は、安土桃山時代から江戸時代初期にかけての薩摩国島津氏家臣で薩摩藩士。元の姓は別府氏。通称を小吉、舎人、蔵人、受領名を信濃守、別名を 頼尊、頼親とする。
後に仁礼氏の名乗りを廻って対立し、結果として共に仁礼氏を名乗った人物仁礼景頼とは別人（後述）。

## 生涯
頼景は、父の頼延が根白坂の戦いで討ち死にしたため、叔父の家で育てられた。別府小吉と名乗った若年より島津忠恒の小姓として傍に仕えて、文禄2年（1593年）忠恒が文禄・慶長の役に参加する際も供をし、忠恒の傍にあって槍働きした。朝鮮より帰国後の慶長4年（1599年）に忠恒が伊集院忠棟を上意討ちした際、忠棟にとどめを刺したのは小吉であり、このときの褒美として一尺三寸の脇差を賜っている。
薩摩へ帰国後は市来（現・鹿児島県いちき串木野市）の地頭を仰せ付かり、大坂の陣にも家久と改名した忠恒に従い出陣した。
元和6年（1620年）、島津家が犬追物を催す際に頼景は、藩主の島津家久に対し、別府は仁礼の小苗字であるため仁礼姓を名乗りたい旨を申し出る。しかし、これに同族の宮原景頼が反対する。両氏の先祖は、共に文徳天皇の6代の孫である「一品式部卿仁礼親王」で、その三代の孫が、天徳2年（958年）に薩摩国へ下向したのが始まりであるという。宮原氏は領有した加世田（現・鹿児島県南さつま市）の宮原から、別府氏も領有した加世田の別府からとってそれぞれ姓としていた。宮原景頼は、別府は宮原の一姓でしかなくまかり成らぬとして反対したものである。
家久は、蔵人（別府小吉）は別府の仁礼、左近は宮原の仁礼とすると裁定を下した。これにより両者は以後より共に仁礼の姓を名乗ることとなり、別府頼景は仁礼頼景と名乗り、宮原景頼は仁礼景頼と名乗ることになった。
寛永8年（1631年）には琉球に在番し、翌年の夏に帰国する。正保3年（1646年）上洛していた江戸で死去した。享年67。法名は「如実要心居士」。

## 系譜
- 父：別府頼延
- 母：不詳
- 妻：不詳
  - 長男：仁礼頼充
  - 次男：今井兼練